# 艾伦·格雷
艾伦·格雷（英語：Alan Grey，？—），新西兰男子赛艇运动员。他曾代表新西兰参加1962年大英帝国和英联邦运动会赛艇比赛，获得男子八人单桨有舵手银牌。